# Forte do Mosqueiro
O Forte do Mosqueiro, também conhecido como Reduto do Mosqueiro, faz parte de um conjunto de fortificações em Portugal que compunham as Linhas de Torres Vedras, destinadas a proteger a capital, Lisboa, de uma possível invasão por tropas francesas durante a Guerra Peninsular.
O Forte do Mosqueiro situa-se na freguesia de Fanhões, no município de Loures, no distrito de Lisboa, Portugal.

## Atualidade
Em março de 2012, a Câmara Municipal de Loures inaugurou um Centro de Interpretação das Linhas de Torres. Está ligado ao Museu do Vinho de Bucelas e tem como objectivo dar a conhecer aos visitantes toda a história das fortificações construídas durante as invasões francesas, nomeadamente na zona de Bucelas.